# Otto Pfister (Politiker)
Otto Pfister (* 9. November 1875 in Uster, Kanton Zürich; † 23. Mai 1939 in Winterthur), heimatberechtigt in Uster und Zürich, war ein Schweizer Politiker der Sozialdemokratischen Partei (SP), der unter anderem 1928/29 als Präsident des Kantonsrates, des Parlaments des Kantons Zürich, fungierte. Er war zudem von 1928 bis zu seinem Tode 1939 Mitglied des Nationalrates für den Kanton Zürich sowie ferner zwischen 1929 und 1939 Regierungsrat sowie zwei Mal (1933/34 und 1937/38) Präsident des Regierungsrates des Kantons Zürich.

## Leben
Otto Pfister, Sohn der Schneiderin Bertha Pfister, besuchte von 1891 bis 1895 das Lehrerseminar in Küsnacht und war daraufhin zunächst als Primarlehrer tätig. Nachdem er zwischen 1896 und 1898 ein Studium für Sekundarschullehrer an der Universität Zürich absolviert hatte, unterrichtete er von 1898 bis 1902 als Sekundarschullehrer in Eglisau sowie im Anschluss zwischen 1902 und 1919 als Sekundarschullehrer in Winterthur. Er war früh Mitglied des Grütlivereins. Er war zwischen 1912 und 1919 Mitglied der Armenpflege und gehörte zwischen 1916 und 1919 dem Grossen Stadtrat beziehungsweise von 1921 bis 1927 dem Grossen Gemeinderat, dem Gemeindeparlament von Winterthur, als Mitglied an. Er fungierte von 1917 bis 1919 sowie erneut zwischen 1921 und 1925 als Präsident der Sozialdemokratischen Partei (SP) von Winterthur. Nach Beendigung seiner Tätigkeit als Sekundarschullehrer fungierte er von 1919 bis 1929 als Steuerkommissär des Kantons Zürich.
Am 23. Juli 1917 wurde Pfister für die SP zudem Mitglied des Kantonsrates, des Parlaments des Kantons Zürich, und gehörte diesem bis zum 12. Mai 1929 an. Nachdem er zwischen dem 17. Mai 1926 und dem 1. Mai 1927 2. Vizepräsident sowie vom 2. Mai 1927 bis zum 6. Mai 1928 1. Vizepräsident des Kantonsrates gewesen war, fungierte er zwischen dem 7. Mai 1928 und dem 12. Mai 1929 als Präsident des Zürcher Kantonsparlaments. Des Weiteren wurde er bei den Parlamentswahlen am 28. Oktober 1928 im Nationalratswahlkreis Zürich erstmals zum Mitglied des Nationalrates gewählt und gehörte diesem nach seinen Wiederwahlen am 25. Oktober 1931 sowie am 27. Oktober 1935 bis zu seinem Tode am 23. Mai 1939 an.
1929 wurde Pfister Regierungsrat und bekleidete dieses Amt bis 1939. Er war als Mitglied der Kantonsregierung zwischen 1929 und 1935 zunächst Vorsteher der Polizeidirektion sowie im Anschluss von 1935 bis 1939 Vorsteher der Direktion für Gesundheits- und Armenwesen. Während seiner Mitgliedschaft im Regierungsrat bekleidete er zwei Mal das Amt des Präsidenten des Regierungsrates des Kantons Zürich. Als Nachfolger von Adolf Streuli wurde er am 1. Mai 1933 erstmals Präsident und bekleidete das Amt bis zum 30. April 1934, woraufhin Karl Hafner ihn ablöste. Am 1. Mai 1937 übernahm er von Rudolf Maurer zum zweiten Mal das Amt als Regierungspräsident und verblieb auf diesem Posten bis zu seiner abermaligen Ablösung durch Karl Hafner am 1. Mai 1938. Er suchte vor allem in Steuer- und Finanzfragen nach sozialen Lösungen und war auch verkehrspolitisch tätig. Daneben war er zeitweilig Mitglied des Verwaltungsrates der Nordostschweizerischen Kraftwerke (NKO) sowie verschiedener Eisenbahnunternehmen.
Otto Pfister war seit 1899 mit Anna Graf verheiratet.

## Hintergrundliteratur
- Willi Schneider: Die Geschichte der Winterthurer Arbeiterbewegung. 1960, S. 251.
- Stefan G. Schmid: Die Zürcher Kantonsregierung seit 1803. 2003.